# Mckenzie Small
Mckenzie Small (* 20. Juni 1999 in Mississauga, Ontario) ist eine kanadische Schauspielerin und Sängerin.

## Leben
Mckenzie Small wuchs mit einem jüngeren Bruder in Kanada auf. Ihre Cousine ist die Sängerin Haley Smalls, die sie in ihren Liedern bereits gesanglich unterstützte. Die beiden coverten 2014 den Beyoncé-Song Pretty Hurts, der auf YouTube bereits über 1,5 Mio. Aufrufe aufweisen kann. Seit 2016 werden Lieder von Small im kanadischen Radio gespielt.
Dank ihres musikalischen Werdegangs wurde sie für die Rolle der Scarlett Dunn in der kanadischen Fernsehserie Backstage gecastet. Von 2016 bis 2017 verkörperte sie diese Rolle in insgesamt 60 Episoden. 2019 hatte sie eine Episodenrolle in der US-amerikanischen Fernsehserie In the Dark.

## Filmografie
- 2016–2017: Backstage (Fernsehserie, 60 Episoden)
- 2019: In the Dark (Fernsehserie, Episode 1x03)
- 2020: Nurses (Fernsehserie, Episode 2x05)
- 2020: Grand Army (Fernsehserie, Episode 1x09)
- 2022: A New Diva’s Christmas Carol (Fernsehfilm)

## Diskografie
EPs
- 2017: Half Of Me (Erstveröffentlichung: 14. April 2017, Label: Cardinal Point Music)

Singles
- 2014: Pretty Hurts (Erstveröffentlichung: 7. Oktober 2014, Eigenvertrieb)
- 2016: Caught Feelings (Erstveröffentlichung: 22. April 2016, Label: Cardinal Point Music)
- 2018: Right Now (Erstveröffentlichung: 9. März 2018, Eigenvertrieb)
- 2019: Sooner Or Later (Erstveröffentlichung: 21. Juni 2019, Eigenvertrieb)